# Crêt aux Moines
Crêt aux Moines är en kulle i Schweiz. Den ligger i kantonen Neuchâtel, i den västra delen av landet, 50 km väster om huvudstaden Bern. Toppen på Crêt aux Moines är 1 444 meter över havet.